# Ezüstfácán

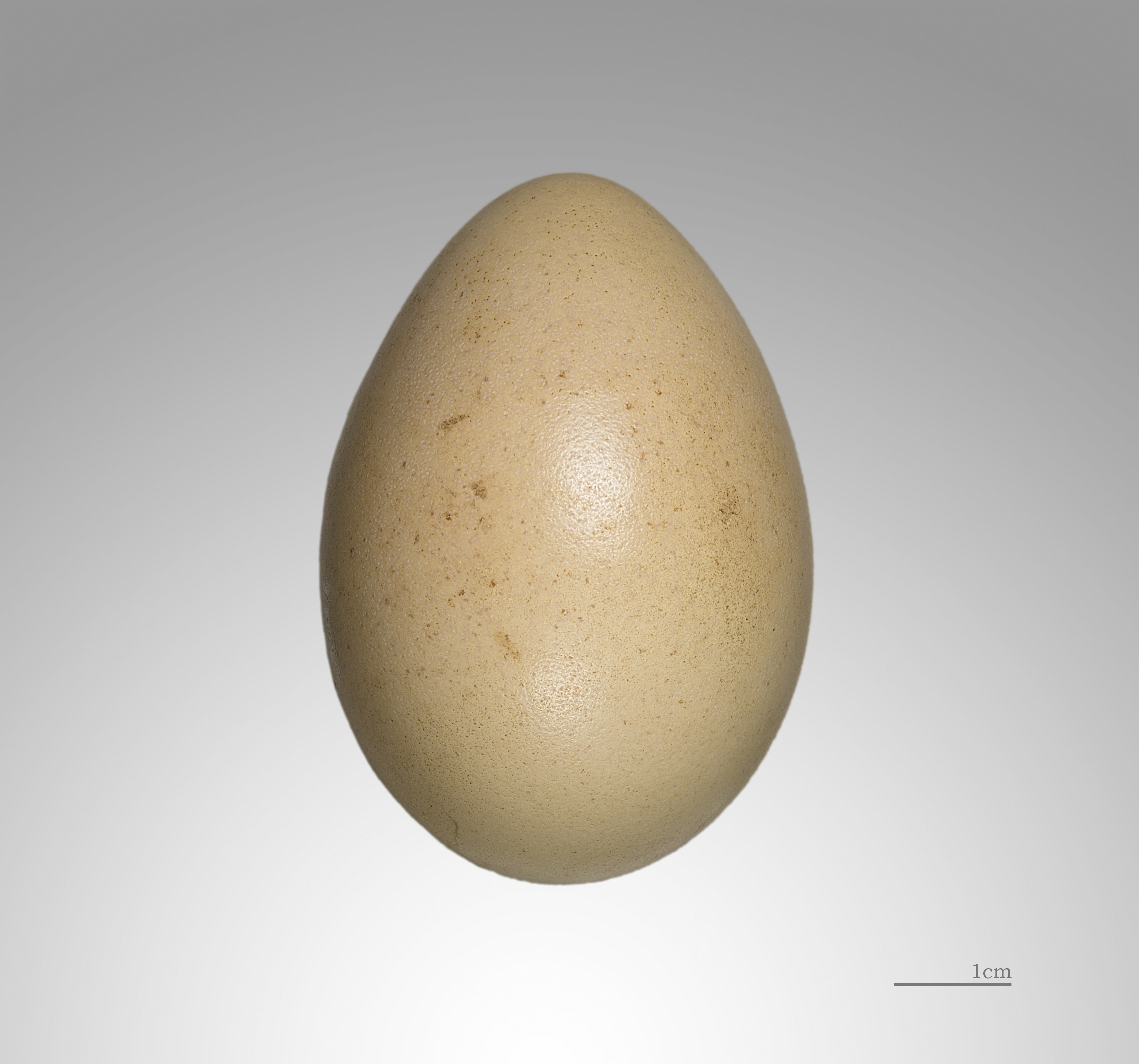
Lophura nycthemera

Az ezüstfácán (Lophura nycthemera) a madarak osztályának tyúkalakúak (Galliformes) rendjébe és a fácánfélék (Phasianidae) családjába tartozó faj.

## Rendszerezés
Igen eltérő megjelenésük ellenére a nepáli fácán (Lophura leucomelanos) a legközelebbi rokona, ahol együtt fordul elő a két faj, ott néha kereszteződnek is.
Korábban a fajt Gennaeus nembe sorolták Gennaeus nycthemera néven.

## Előfordulása
Hegyi jellegű erdőkben él Kína délkeleti részén, Hajnan szigetén, Vietnámban, Laoszban, Kambodzsában, Thaiföldön és Mianmar keleti részén.
Ezt a díszes tollazatú fajt többször megpróbálták meghonosítani Európában, de mindmáig sikertelenül.
Többfelé próbálkoztak betelepítésével (Új-Zéland, Ausztrália, a Hawaii szigetek, Egyesült Államok, Kanada, Franciaország, Egyesült Királyság és Kolumbia), de a legtöbb helyen nem tudott meghonosodni és ma kizárólag Argentínában él egy kicsiny betelepített állománya.
A hegyvidéki erdőket, a bambuszligeteket, buja, bokros, páfrányos vidékeket népesíti be. 1500-1800 méter magasságig megtalálható.

## Alfajai
- dél-kínai ezüstfácán (Lophura nycthemera nycthemera) – Kína délkeleti részén és Vietnám északi területein él, a legnagyobb és a legfehérebb alfaj.
- Lewis-ezüstfácán (Lophura nycthemera lewisi)
- annami ezüstfácán (Lophura nycthemera annamensis) – Vietnám
- Boloven-ezüstfácán (Lophura nycthemera engelbachi)
- Bel-ezüstfácán (Lophura nycthemera beli)
- Berlioz-fácán (Lophura nycthemera berliozi)
- vörösfejű ezüstfácán (Lophura nycthemera rufipes)
- Rippon-ezüstfácán (Lophura nycthemera ripponi)
- Jones-ezüstfácán (Lophura nycthemera jonesi)
- nyugati ezüstfácán (Lophura nycthemera occidentalis)
- laoszi ezüstfácán (Lophura nycthemera beaulieui) – Laosz
- fokien ezüstfácán (Lophura nycthemera fokiensis)
- hajnani ezüstfácán (Lophura nycthemera whiteheadi) – Hajnan
- szecsuani ezüstfácán (Lophura nycthemera omeiensis) – Szecsuan tartomány, Kína
- Rang Jiang-ezüstfácán (Lophura nycthemera rongjiangensis)
- Anderson-ezüstfácán (Lophura nycthemera andersoni)

Két alfajánál felmerült, hogy nem biztos, hogy az ezüstfácán alfajai, hanem vagy a nepáli fácáné vagy a két faj állandósult hibridjei.
Ezek:
- Crawfurd-ezüstfácán (Lophura nycthemera crawfurdii)
- csíkos ezüstfácán (Lophura nycthemera lineata)

## Megjelenése
Nagy testű faj, testhossza 125 centiméter, szárnyai 265–297 mm, farka 600–700 mm hosszú, súlya 1600 gramm.
A hím jellegzetes fehér színű. A kakasnál a hosszú tollak, a vastag bóbita, az áll, a torok, a nyak elülső része és alsó oldala mélykékes fekete színezetű, felsőrész tiszta fehér, a háton és a szárnyakon keskeny fekete V forma derékszögbe összefutó vonalakkal, amelyek szélessége a szárnyak felé növekedik. A hosszú farok tollak tiszta fehérek, kicsi, vékony fekete vonalakkal a külső zászló alapján. Csupasz, a dürgésben megnyúló arclebenye élénk skarlátvörös. Írisze narancssárga, csőre zöldes-fehér sötét alappal, lába ragyogó kárminpiros.
Hosszú, fehér farka és feketével átszőtt fehér bóbitája van.
A tojó olajbarna színű, finom fekete csíkozottsággal, sötét pöttyözöttséggel és világos tollszárral. A bóbitatollak hegye fekete, az áll és a torok fehéres szürkén pöttyözött. A has és az altest barna, néha fehérrel vagy világos szürkével vonalkázott. A külső farktollak barnával, feketével és fehérrel szegélyezettek, sötéten hullámosak. Szárnyai 240–260 mm, farka 240–320 mm, súlya 1300 gramm. A pelyhes csibéknek világos aranybarna fejük van fekete szemgyűrűvel. A hátuk sötétbarna, mindkét oldalon izabella fehér vonal látható. Az oldaluk fehéres izabella színű, mellük sárga.
|  |  |

## Életmódja
Növényi részekkel, gyümölcsökkel, magvakkal és rovarokkal táplálkozik. Kisebb csapatokat alkot.

## Szaporodása
A hím násztáncot lejt a tojó elcsábítására, faroktollait szétteríti, pompás színű tollait mutogatja. Földre, egyszerű gödörbe rakja 6-8 tojását, melyek 25-36 nap alatt kelnek ki. A tojások színe világos és sötétrózsaszínű, vagy izabella színűek, házityúktojás nagyságúak.

## Tartása

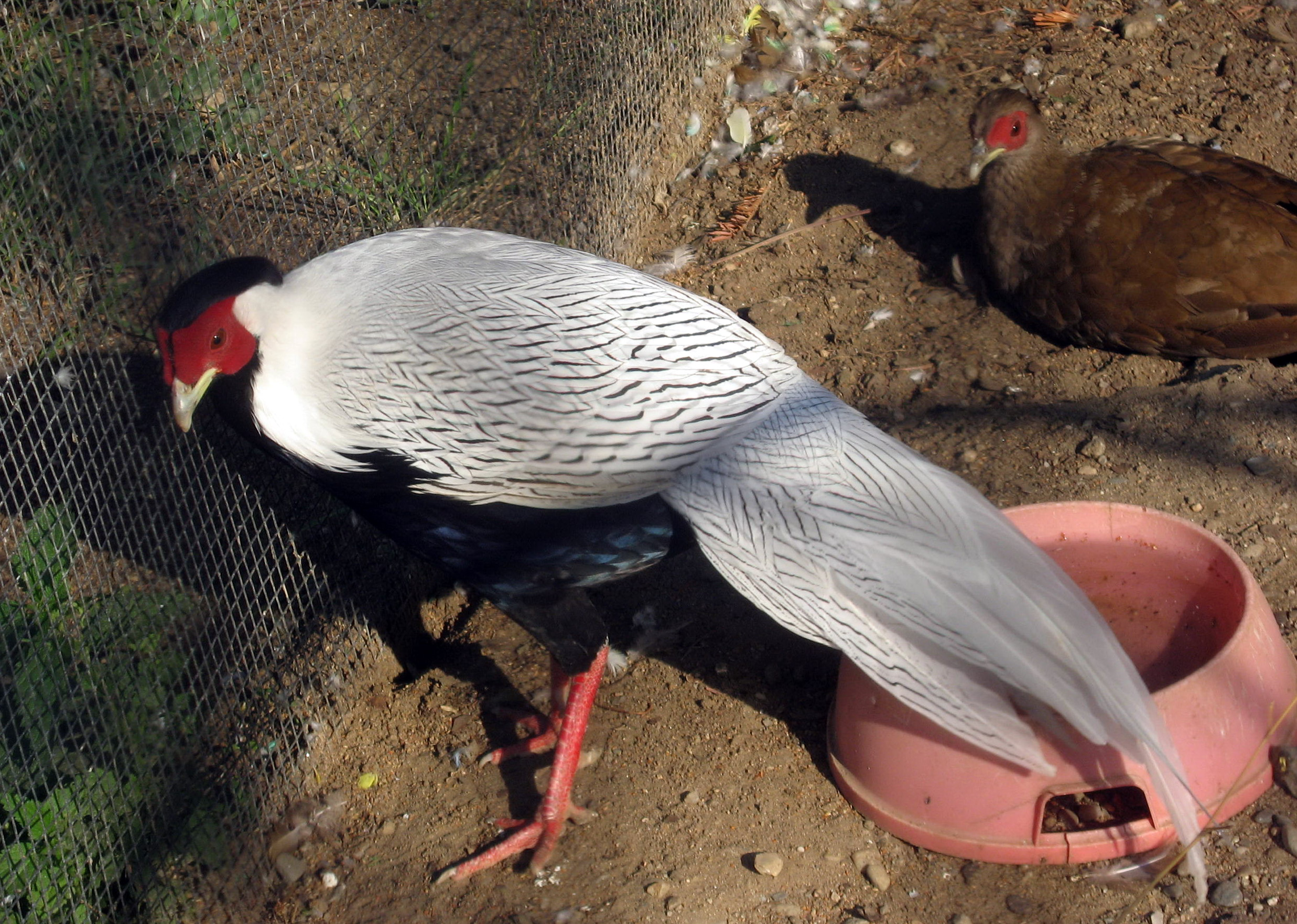

Az ezüstfácán nemcsak a legismertebb, hanem kétségtelenül a Lophura nem egyik legszebb képviselője is. A kínaiak ezt a madarat már 2000 éve dicsőítették a költészetükben, és dekoratív színpompáját gyakran megörökítették a festészetben is, majd évek során háziasították.
A XVIII. században már tenyésztették Angliában és Franciaországban, s ma is Európa egyik legkedveltebb díszfácánjának tartják.
Az ezüstfácán a fácánok közül a viszonylag igénytelenekhez tartozik. Jól tűri a szélsőséges időjárást, és alig igényel gondosabb ápolást, mint a házi tyúk. A szabad kifutó kitűnően alkalmas számára, ellenálló képessége és szerénysége miatt minden kezdő tenyésztőnek ajánlható. A kakas ugyan nagyon verekedős kedvű és ezért más baromfifajták kakasaival nem tartható együtt, akkor sem, ha azok erősebbnek és nagyobbnak tűnnek. A kifutóban az ezüstfácán kakasok viaskodása más szárnyasokkal, különösen a közeli rokonokkal néha halállal végződik. Az ezüstfácán poligám. Rendszerint több tyúk társul egy kakas mellé (2-3 db), és ezek egymással békésen összeférnek. A gondozóval szemben nem félénkek. Kivételesen megbízható költők, még a fészekbe való belenyúlást sem veszik zokon. Ezért az ezüstfácán tyúkokat jól lehet más fácánfajták fészekaljának a kikeltetésére használni.